# Morten M. Kristiansen
Morten M. Kristiansen född 30 mars 1948 i Oslo), känd som Morten M. eller Morten M, är en norsk illustratör och tidningstecknare. Han har utgivit flera böcker med egna texter och teckningar, bland annat Om badecar og andre... (1979), Tjaså ..? (1982). Tjasså! (1987) och Ute alene (2003). Han har dessutom Illustrerat ett flertal böcker, både för barn och vuxna, bland annat flera skrivna av Arild Nyquist och Per Inge Torkelsen. 1978 mottog han Kultur- och kyrkodepartementets priser för barn- och ungdomslitteratur tillsammans med Arild Nyquist för Snekkerne kommer.
Morten M. Kristiansen är emellertid mest känd som humorist och kommentator i tidningen VG, där han dagligen sedan 1979 har bidragit med en liten skämtteckning under signaturen Morten M på sista sidan. Motiven är i en enkel och klar tecknad seriestil och baserar sig ofta på aktuella och grovkorniga ordvitsar. Vid 25-årsjubileet 2004 hade Morten M. producerat 9 600 enkeltteckningar för VG. Han har tidigare också tecknat för tidningarna Nationen, Dag og Tid, Ny Tid, samt humormagasinet KOnK. Morten M. Kristiansen arbetar även bland annat som konstruktör och designer av möbler.
Morten M. Kristiansens mor var tecknare, hans far uppfinnare. Han är idag gift med illustratören Sissel Gjersum. De bor på Skøyen i Oslo.